# Prothoracibidion flavozonatum
Prothoracibidion flavozonatum là một loài bọ cánh cứng trong họ Cerambycidae.